# آبشار اسنیک
آبشار اسنیک (به انگلیسی: Snake Falls) آبشاری است که در همیلتون (انتاریو)، کانادا واقع شده و ارتفاع کلی ریزشگاه آن ۲۵ متر (۸۲ فوت) است.